# Fauchage (médecine)
Pour les articles homonymes, voir Fauchage.
Le fauchage en médecine est un trouble de la marche d'origine neurologique, rencontré lors des atteintes pyramidales avec hypertonie et marche spastique.
Il est caractérisé par un membre inférieur restant raide lors de la marche, décrivant un demi-cercle au sol avec le pied raclant le sol, imitant le mouvement circulaire d'une faux.
- Dans les lésions pyramidales unilatérales, la démarche est spastique et le fauchage unilatéral. Le membre inférieur est en extension et en équin et le membre supérieur est en adduction, pronation et semi-flexion. Parfois le déficit moteur est fruste avec simplement une fatigabilité du membre atteint ou/et un frottement du bord externe ou de la pointe du pied entraînant une usure anormale de la chaussure.
- En dehors des lésions neurologiques pyramidales, le fauchage peut également se voir dans :
  - Le pied équin chez l'IMC
  - L'amputé d'un membre inférieur appareillé